# Ernst Dubke
Ernst Dubke (ur. 1 stycznia 1876 w Reńskiej Wsi, zm. 26 marca 1945 w Marktoberdorfie) – niemiecki taternik.
Ernst Dubke był aktywnym taternikiem od około 1896 roku. Towarzyszem jego tatrzańskich wypraw był najczęściej Johann Franz (senior), rzadziej niemieccy taternicy Heinrich Behn i Alfred Martin oraz przewodnik Johann Breuer. Dubke był autorem Im Winter zur Tátraspitze – artykułu, w którym opisał swoje zimowe wejście na Wysoką wraz z kilkoma towarzyszami. Taternictwo uprawiał do 1931 roku, potem chodził po Tatrach jako turysta. Na jego cześć w językach niemieckim i węgierskim nazwano Obłazową Przełęcz (Dubkescharte, Dubkerés) i Wielką Szarpaną Turnię (Dubketurm, Dubke-torony).

## Ważniejsze tatrzańskie osiągnięcia wspinaczkowe
- pierwsze wejście na Ciężki Szczyt, wraz z Johannem Franzem seniorem,
- pierwsze wejście zimowe na Staroleśny Szczyt, wraz z Martinem i przewodnikami,
- pierwsze wejście zimowe na Szatana, wraz z Breuerem i Franzem seniorem,
- pierwsze wejście zimowe na Mięguszowiecki Szczyt, wraz z Martinem, Breuerem i Franzem seniorem,
- pierwsze wejście zimowe na Wielki Szczyt Wideł, wraz z Breuerem i Franzem seniorem,
- pierwsze wejście na Igłę w Osterwie, wraz z Franzem seniorem,
- pierwsze wejście na trzy Szarpane Turnie, wraz z Behnem, Franzem seniorem i Breuerem.